# Vanda & Young

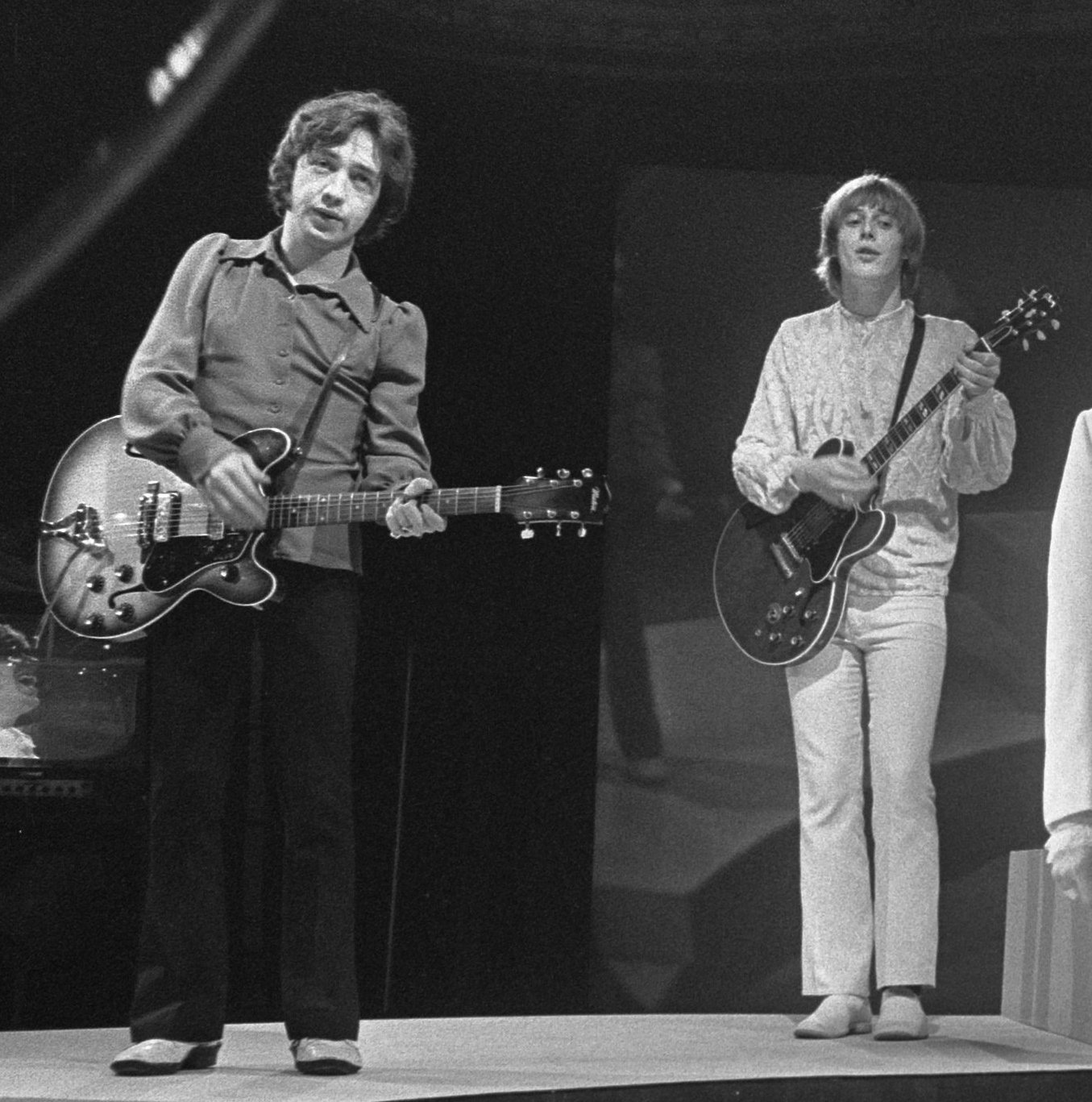
Harry Vanda (a sinistra) e George Young (a destra) nel 1968

Vanda & Young sono stati un duo di produttori discografici, parolieri e compositori australiani attivi dal 1964, soprattutto in ambito rock.
Il duo era composto da Harry Vanda e George Young, quest'ultimo fratello di Malcolm Young e Angus Young (AC/DC).

## Carriera
I due musicisti hanno fatto parte del gruppo rock The Easybeats come chitarristi. Già ai tempi dei The Easybeats erano autori e compositori di diverse hit come Friday on My Mind (1966). 
Dopo che gli Easybeats si sono sciolti nel 1969, Vanda & Young hanno iniziato a lavorare come produttori e autori per diversi progetti. 
Nei primi anni '70 hanno lavorato per alcuni anni nel Regno Unito.
Dal 1975 al 1978 hanno prodotto diversi album degli AC/DC e hanno collaborato anche con Stevie Wright, Rose Tattoo, John Paul Young e altri artisti.
Dal 1976 al 1992 hanno inciso diversi album e singoli sotto il nome Flash and the Pan.
Nel 1988 sono stati inseriti nella ARIA Hall of Fame dalla Australian Recording Industry Association. Sono inseriti nella stessa Hall of Fame anche come membri dei The Easybeats dal 2005.
Nel 2000 hanno prodotto l'album Stiff Upper Lip degli AC/DC.

## Formazione
- Harry Vanda
- George Young